# 于洪亮
于洪亮（1927年—），山东莒县人。中华人民共和国外交官。
1938年，参加抗日战争山东纵队。中华人民共和国成立后，进入外交学院进修。1983年，担任中华人民共和国驻波兰大使。1985年，担任中华人民共和国驻罗马尼亚大使。1988年，担任中华人民共和国驻苏联大使。